# 大马戏团 (苏联电影)
大马戏团（俄語：Цирк）是一部拍摄于1936年的苏联爱情喜剧歌舞电影，由格里戈里·亚历山德罗夫和伊西多·西姆科夫执导，柳博芙·奥尔洛娃主演，莫斯科电影制片厂出品。
该电影的插曲《祖国进行曲》由作曲家杜纳耶夫斯基作词、列别杰夫-库玛奇作曲。这首歌曲被视为“苏联的第二国歌”。也是二十世纪五、六十年代在中国流传最广、给人们留下印象最深刻的苏联歌曲之一。

## 剧情
马里昂·迪克森（奥尔洛娃饰）是一位美国马戏艺人，但在她生下了一个黑人婴儿之后，她成为了种族歧视的受害者，备受歧视。可她到苏联后却发挥了自己的杂技特长，成为明星，她感受到了苏联人民的友好与热情。